# Microcythere
Microcythere is een geslacht van kreeftachtigen uit de klasse van de Ostracoda (mosselkreeftjes).

## Soorten
- Microcythere airella McKenzie, Reyment & Reyment, 1993 †
- Microcythere arcticum Schornikov
- Microcythere bahusiensis Elofson, 1944
- Microcythere cronini Bergue & Coimbra, 2008
- Microcythere cuneata Schornikov, 1974
- Microcythere depressa Mueller, 1894
- Microcythere devexa Schornikov, 1974
- Microcythere dimorpha Hartmann, 1980
- Microcythere dongtaiensis Yang & Hou, 1982 †
- Microcythere frigida Mueller, 1908
- Microcythere fusiformis Zhao (Yi-Chun) (Quan-Hong) in Wang et al., 1988
- Microcythere gibba Mueller, 1894
- Microcythere gottwaldi Hartmann, 1978
- Microcythere helgolandica Klie, 1936
- Microcythere hians Mueller, 1894
- Microcythere howei (Puri, 1964) Bold, 1966 †
- Microcythere inflexa Mueller, 1894
- Microcythere laticarinata Hao (Yi-Chun) in Ruan & Hao (Yi-Chun), 1988
- Microcythere levis Mueller, 1894
- Microcythere littoralis Schornikov, 1974
- Microcythere logani Howe & Mckenzie, 1989
- Microcythere macphersoni McKenzie, 1967
- Microcythere medistriata (Joy & Clark, 1977)
- Microcythere minuta Klie, 1936
- Microcythere monstruosa Elofson, 1944
- Microcythere nana Mueller, 1894
- Microcythere navicula (Norman, 1869) Yassini, 1969
- Microcythere nealei Joy & Clark, 1977
- Microcythere obliqua Mueller, 1894
- Microcythere parallela (Müller, 1894)
- Microcythere parallela Reys, 1961
- Microcythere parva Klie, 1936
- Microcythere producta Elofson, 1944
- Microcythere rara Mueller, 1894
- Microcythere robusta Schornikov, 1974
- Microcythere rotundata Schornikov, 1974
- Microcythere scaphoides (Brady, 1880)
- Microcythere schuettei Hartmann, 1957
- Microcythere schuttei Hartmann, 1957
- Microcythere simplex Zhao (Yi-Chun) (Quan-Hong) in Wang et al., 1988
- Microcythere subterranea (Hartmann, 1959) Mckenzie & Swain, 1967
- Microcythere varnensis Marinov, 1962
- Microcythere ventricarinata Zhao (Yi-Chun) (Quan-Hong) in Wang et al., 1988
- Microcythere vitrea Bonaduce, Ciampo & Masoli, 1976
- Microcythere vittata Ruan in Zeng, Ruan, Xu, Sun & Su, 1988